# 水難救助
水難救助(すいなんきゅうじょ、water rescue)とは、船舶の転覆事故や遊泳等で何らかの理由により水難事故に巻き込まれた者を捜索・救助することである。現地の水勢地勢を良く知り、可能ならば相応の体力と技能を持った者が水難救助活動にあたることが望まれる。
ライフセービングの唯一の国際組織として85か国以上が加盟する国際ライフセービング連盟がある。

## 水難救助活動
水難救助活動は、1.静水救助活動、2.流水救助活動、3.潜水救助活動に分類される。これらの活動の種類により、活動する人員、必要な装備、救助手法には大きな違いがある。

### 静水救助活動
静水救助活動は水面において流れの影響を考慮する必要がない、または影響が比較的少ない救助活動である。
- 陸上からの救助（呼び掛けによる救助、差し伸べによる救助、投げ込みによる救助）[3]
- ボート等による救助[3]
- 入水による救助（泳がないで救助する方法、泳いで救助する方法）[3]

### 流水救助活動
流水救助活動は水面において流れの影響を考慮する必要がある救助活動である。流水救助活動に従事するには、知識と技術について十分な専門教育と継続した訓練が不可欠とされる。
- 陸上からの救助（呼び掛けによる救助、差し伸べによる救助、投げ込みによる救助、ロープブリッジ（ハイライン）を展張しての救助、下流域でのキャッチアップによる救助）[3]
- ボート等による救助[3]
- 入水による救助（泳がないで救助する方法、泳いで救助する方法）[3]

### 潜水救助活動
潜水救助活動は水面下において潜水器具を使用して行われる救助活動である。水面対応が可能でなければ潜水救助活動が必要となる。

## 水難救助機材
救命胴衣
救命胴衣には様々な種類があるが、流水救助活動に適したものは流水救助用救命胴衣と呼ばれるもので、特に浮力が高く、視認性、作業性、収納性を考慮した作りになっている。
水難救助用手袋（グローブ）
水中で活動できる耐久性、保温性、絶縁性等が必要である。
流水救助用靴（ブーツ）
水中でも保温性があること、ソールに適度な硬さがあり岩場でも滑らないことが必要である。
水難救助用ヘルメット
軽く水に浮き、水抜き穴があり動水圧を受けない作りになっている。
浮環
救命浮環には固形式（円形、馬蹄形）と膨張式がある。
フローティングロープ
フローティングロープは障害物に絡まないよう水に浮く救助用ロープである。フローティングバックはスローバックに収納するが、スローバックも浮くようになっており要救助者に向けて投げ込むことでロープを掴ませることもできる。
レスキューチューブ
レスキューチューブは海岸から近い場所で使用されることが多い浮力のある救助用器具で、チューブに掴ませたり体に巻き付けることで要救助者を浜辺まで運ぶことができる。
フローティング担架
陸上では通常の担架が用いられるが、水上での救出搬出活動の場合には水に浮くフローティング担架が用いられる。

## 日本における水難救助体制
日本では、河川や湾内等なら消防と警察の水難救助隊、海上では海上保安庁の潜水士やライフセービング等の民間団体も救助活動を行っている。
さらにこれらの部隊では対処困難の場合に航空自衛隊、海上自衛隊の救難員に災害派遣要請がされる。
- 海上保安庁の潜水士

海上での海難事故の対応。特殊救難隊や機動救難士が有名である。
- 消防の水難救助隊

特別救助隊や特別高度救助隊などが兼任していることが多い。
東京消防庁のように水難救助の専門部隊を編成している消防もある（例→東京消防庁#水難救助隊・舟艇隊）。
- 警察の水難救助隊

機動隊が兼任している。人命救助というよりも、ダイバーとして水死体の引き上げや水中に投棄された犯罪の証拠物の捜索がその主任務である。
- 航空自衛隊の航空救難団救難隊

自衛隊機などが墜落した場合にパイロットを捜索・救助する部隊である。救助を行うための専門の教育訓練を受けた隊員は救難員と呼ばれる。
- 海上自衛隊の機上救護員・機上救助員

専門組織ではないものの、民間組織が救助活動に参加することもある。

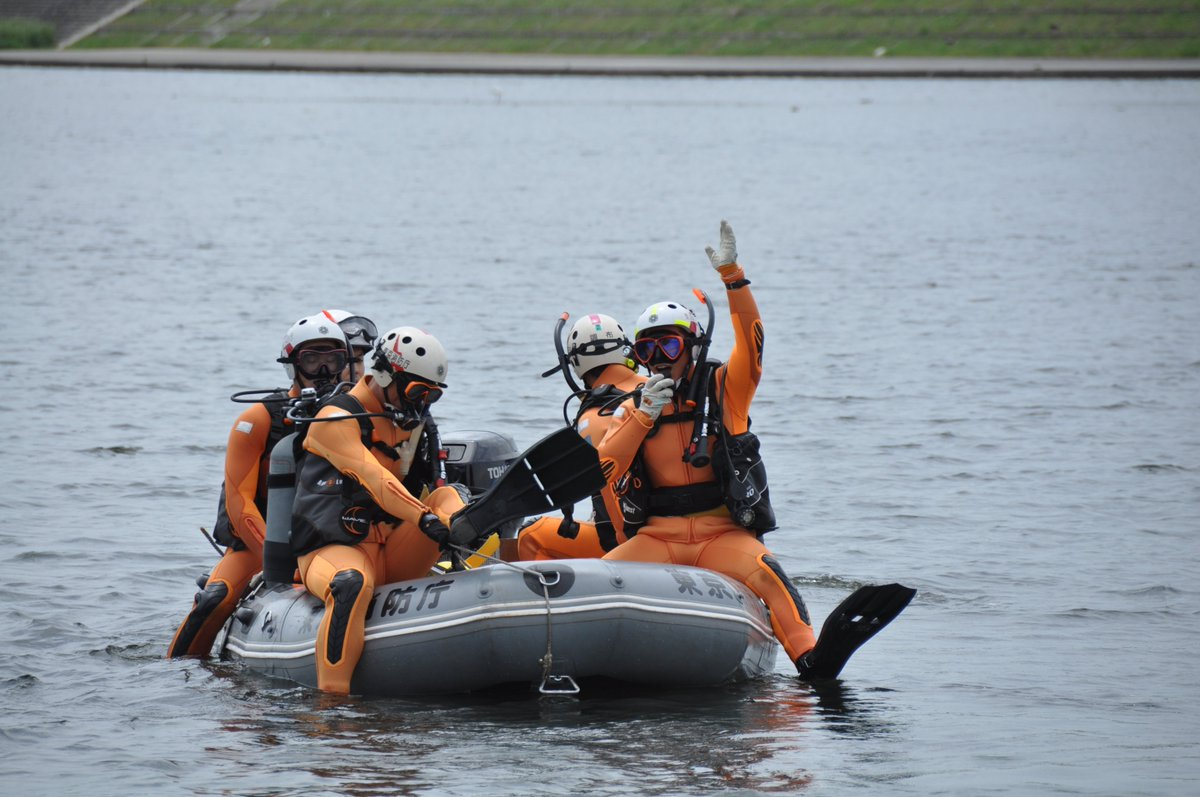
東京消防庁水難救助隊

## アメリカ合衆国における水難救助体制
アメリカ合衆国ではライフセイバーがライフガードとして年間を通じて海水浴場の事故防止や安全管理業務を行っている。アメリカのライフガードは行政と雇用契約を結んでいる特別地方公務員である。陸地での救助活動は消防や警察等、海上での救助活動はアメリカ沿岸警備隊が担当しており、ライフガードはその中間の領域を担当している。